# Bahnhof Darmstadt Süd

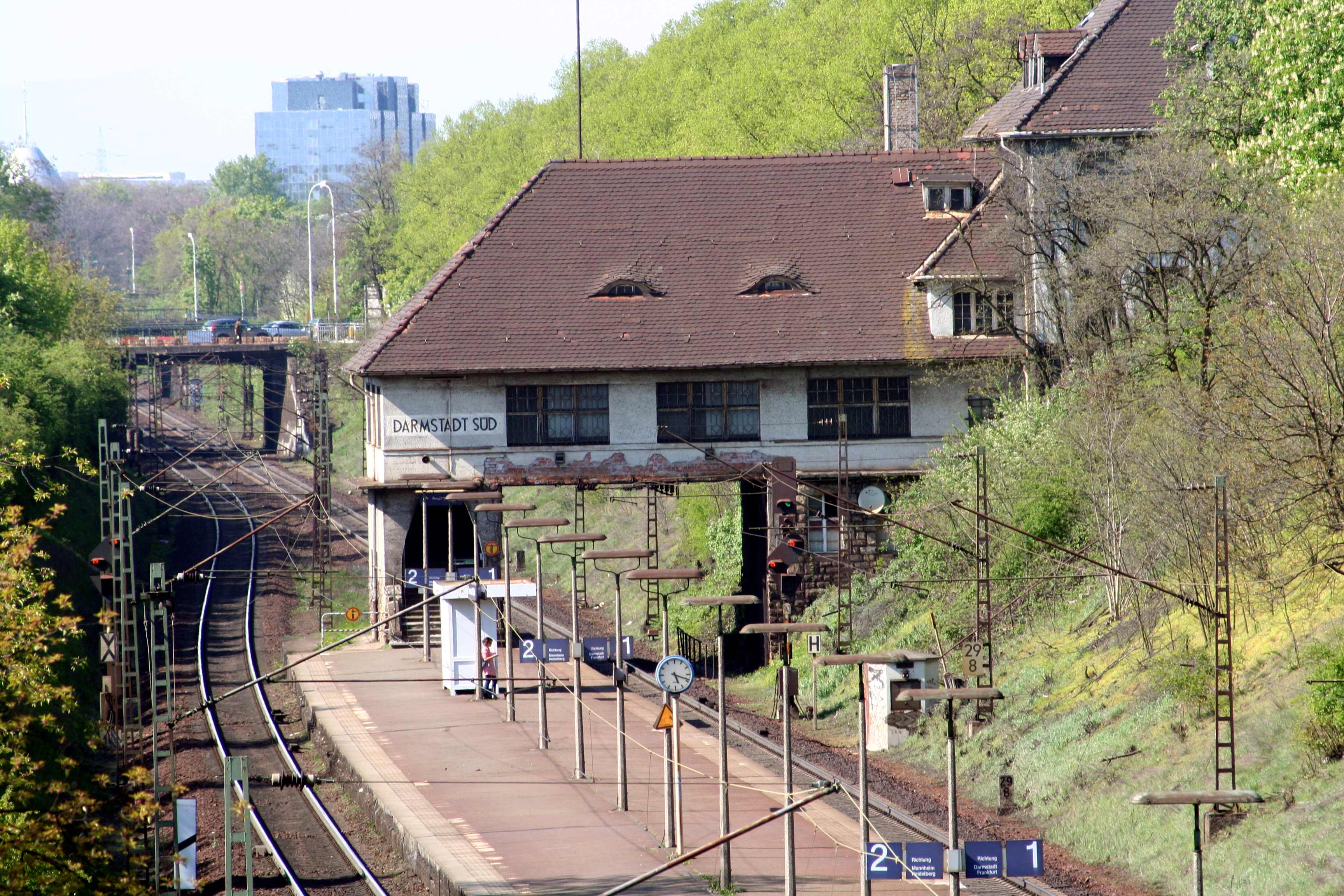
Darmstädter Südbahnhof (Gleisseite) vor dem barrierefreien Ausbau

Der Bahnhof Darmstadt Süd liegt an der Bahnstrecke Frankfurt am Main–Heidelberg in Darmstadt. Der ehemalige Durchgangsbahnhof wurde mittlerweile zum Haltepunkt umgewandelt. Das Empfangsgebäude ist ein Kulturdenkmal nach dem Hessischen Denkmalschutzgesetz.

## Geschichte

### Erster Bahnhof
Der erste Bahnhof entstand an der ursprünglichen Trasse der Bahnstrecke Frankfurt am Main–Heidelberg, an der Ecke Donnersbergring und Bessunger Straße. Am 15. Oktober 1879 wurde er unter der Bezeichnung Bessungen in Betrieb genommen und am 27. November 1902 in Darmstadt Süd umbezeichnet. Er diente dem Personen- und Güterverkehr.

### Zweiter Bahnhof
Mit dem Neubau des Darmstädter Hauptbahnhofs mussten auch die zuführenden Strecken nach Westen verschoben und tiefer gelegt werden. Der Bahnhof erhielt seinen heutigen Standort und wurde neu errichtet. Eröffnet wurde der neue Bahnhof zusammen mit dem Hauptbahnhof und dem Bahnhof Darmstadt Nord am 28. April 1912. Der planmäßige Verkehr nutzte ihn ab dem 1. Mai 1912.
Während des Ersten Weltkriegs wurde der Gepäck-, Expressgut- und Eisenbahnpaketverkehr im Haltepunkt Darmstadt Süd eingestellt.
Zum 1. Januar 2008 erwarb der britische Immobilieninvestor Patron Capital das Empfangsgebäude im Paket mit anderen Bahnhofsgebäuden.
Im Jahr 2020 wurde die Station mit einem Betonsteg und einem Fahrstuhl barrierefrei ausgebaut. Zusätzlich wurde der Bahnsteig erneuert und erhöht. Die Kosten betrugen 5,7 Millionen Euro.
Der ehemalige, nicht barrierefreie Bahnsteigzugang durch das Empfangsgebäude wurde geschlossen.

## Architektur
Der Entwurf zum neuen Südbahnhof im Klassizismus und Heimatstil stammt vom Baurat der Eisenbahndirektion Mainz, Friedrich Mettegang. Das kubische Gebäude besitzt eine verputzte Fassade und Fenster mit liegenden Sprossen und Klappläden. Ein Balkon auf vier quadratischen Säulen stehend weist die Straßenfront auf. Den oberen Gebäudeabschluss bildet ein Walmdach, das auf der Ostseite eine breite, abgewalmte Fledermausgaube mit mittiger Runduhr zeigt. Die Gauben haben eine Holzverkleidung, die durch Kassetten- und Rautenmotive sowie gedrehte Rundsäulen dekoriert ist.

## Verkehrliche Bedeutung
Am Haltepunkt halten Züge der Regionalbahnlinien RB 67  und RB 68. Seit dem Fahrplanwechsel 2011/2012 am 11. Dezember 2011 ist der Südbahnhof auch Haltepunkt für die am Darmstädter Hauptbahnhof beginnende Pfungstadtbahn, der  RB 66. Diese fährt im Berufsverkehr, nach Halt im Darmstädter Hauptbahnhof, weiter nach Groß-Umstadt Wiebelsbach beziehungsweise Erbach als RB 81 oder RE 80.
| Linie | Verlauf | Takt   | Betreiber      |
| ----- | --- | ------ | -------------- |
| RB 66 | Pfungstadtbahn: Darmstadt Hbf – Darmstadt Süd – Darmstadt-Eberstadt – Pfungstadt Stand: Fahrplanwechsel Dezember 2021 | 60 min | VIAS           |
| RB 67 | Main-Neckar-Bahn: Frankfurt (Main) Hbf – Langen (Hess) – Darmstadt Hbf – Darmstadt Süd – Darmstadt-Eberstadt – Bickenbach (Bergstr) – Hähnlein-Alsbach – Zwingenberg (Bergstr) – Bensheim-Auerbach – Bensheim – Heppenheim (Bergstr) – Laudenbach (Bergstr) – Hemsbach – Weinheim (Bergstr) Hbf – Weinheim-Lützelsachsen – Heddesheim/Hirschberg – Ladenburg – Neu-Edingen/Friedrichsfeld – (Mannheim-Seckenheim – Mannheim ARENA/Maimarkt – Mannheim Hbf) (einzelne Züge in Tagesrandlage) / Schwetzingen (– Hockenheim) (HVZ) Flügelung in Neu-Edingen/Friedrichsfeld. Zugteil nach Heidelberg als RB 68. Stand: Fahrplanwechsel Dezember 2021                     | 60 min | DB Regio Mitte |
| RB 68 | Main-Neckar-Bahn: Frankfurt (Main) Hbf – Langen (Hess) – Darmstadt Hbf – Darmstadt Süd – Darmstadt-Eberstadt – Bickenbach (Bergstr) – Hähnlein-Alsbach – Zwingenberg (Bergstr) – Bensheim-Auerbach – Bensheim – Heppenheim (Bergstr) – Laudenbach (Bergstr) – Hemsbach – Weinheim (Bergstr) Hbf – Weinheim-Lützelsachsen – Heddesheim/Hirschberg – Ladenburg – Neu-Edingen/Friedrichsfeld – Heidelberg-Pfaffengrund/Wieblingen – Heidelberg Hbf (– Heidelberg-Kirchheim/Rohrbach – St Ilgen-Sandhausen – Wiesloch-Walldorf) (wochentags) Flügelung in Neu-Edingen/Friedrichsfeld. Zugteil nach Schwetzingen/Mannheim als RB 67. Stand: Fahrplanwechsel Dezember 2021 | 60 min | DB Regio Mitte |

Der Südbahnhof besitzt außerdem Haltestellen der Buslinien H (Darmstadt Anne-Frank-Straße – Darmstadt Alfred-Messel-Weg bzw. Kranichstein Kesselhutweg) sowie R (Darmstadt Böllenfalltor – Darmstadt Nordbahnhof) der HEAG mobilo.